# Безсмертна пісня
«Безсме́ртна пі́сня» (рос. Бессмертная песня) — радянський художній фільм 1957 року, драма, створена на кіностудії «Ленфільм». Зняв фільм режисер Матвій Володарський. Сценарій написаний на основі однойменного оповідання письменника Віктора Авдєєва. Зйомки фільму проходили в станиці Слов'янська.

## Сюжет
Дія фільму починається в 1920 році. Червоноармієць Юсалов був поранений під час Громадянської війни. Він приїжджає в одну з кубанських станиць. Там він намагається організувати самодіяльність. Юсалову вдається організувати музичну школу в станиці, під його керівництвом учні розучують «Інтернаціонал» і ставлять перший революційний спектакль. Але старання Юсалова не залишаються непоміченими, в першу чергу його ворогами. Куркулі люто ненавидять Юсалова, тому вони вбивають його… Далі дія фільму переноситься у теперішній час — приблизно у той час, коли знімався фільм, тобто у 1950-ті роки. У станиці, де був убитий червоноармієць, будують нову музичну школу, яку називають ім'ям убитого героя.

## У ролях
- Федір Шмаков — Юсалов
- Галина Кареліна — козачка
- Аркадій Трусов — Афанасій Мартинич
- Ніна Дробишева — Марія
- Борис Коковкін — регент церковного хору
- Микола Кузьмін — солдат
- Федір Федоровський — матрос
- В'ячеслав Воронін — Шаповаленко
- Віктор Бріц — Сашко
- Володимир Волчик — вчитель музики
- Борис Муравйов — секретар
- Микола Гаврилов — солдат в будьонівці
- Любов Малиновська — станичниця
- Віктор Харитонов — гімназист
- Аліса Фрейндліх — гімназистка

## Знімальна група
- Твір:  Віктор Авдєєв
- Автор сценарію:  Олексій Леонтьєв
- Режисер:  Матвій Володарський
- Оператор:  В'ячеслав Фастович
- Композитор: Данило Френкель